# Jakub Karweyse
Jakub Karweyse – złotnik i drukarz działający w Malborku pod koniec XV wieku.
W 1492 Karweyse wydał niemieckie dziełko Żywot św. Doroty, patronki Prus autorstwa Jana z Kwidzyna, poświęcony św. Dorocie z Mątowów. Jeden z dwu zachowanych egzemplarzy dzieła znajduje się w bibliotece Seminarium Duchownego w Pelplinie. Około 1492 wydał też wierszowaną historię męczeństwa czterech świętych Eyn passien buchlein…. Wydania te uznawane są za najstarsze inkunabuły na terenie Prus.